# Estrid degli Obotriti
Estrid degli Obotriti (979 circa – 1035) consorte del re di Svezia Olof III di Svezia, Estrid era originaria dell'area dell'attuale Meclemburgo.
Dal suo matrimonio con Olof nacquero due figli, Anund Jacob di Svezia, che succedette al padre e Ingegerd Olofsdotter.

## Biografia
Le origini di Estrid sono impossibili da rintracciare con precisione e dei suoi primi anni di vita non si conosce nulla. Secondo la Leggenda Estrid venne portata in Svezia come bottino di una guerra che si era svolta nella terra degli Slavi occidentali, approssimativamente attorno all'attuale Meclemburgo, attorno all'anno 1000. 
È probabile che ella fosse figlia di un capo tribù dei Polabi, un sottogruppo degli Obodriti, e che suo padre l'avesse offerta quale segno di pace per siglare una tregua, Estrid portò con sé una dote piuttosto cospicua giacché in Svezia, attorno a quel periodo, si nota una certa influenza della cultura slava specialmente fra gli artigiani. Probabilmente era la figlia di Mstivoj. Olaf non portò con sé soltanto Estrid, ma anche un'altra donna di nome Edla che con ogni probabilità veniva dalla sua stessa area geografica, da entrambe le donne Olaf ebbe due figli e tutti e quattro i figli vennero trattati con lo stesso riguardo, anche se alla fine egli sposò Estrid che, nel 1000, divenne regina di Svezia.
Attorno al 1008 la corte svedese si convertì al cristianesimo ed Estrid insieme al marito, ai figli e a gran parte del loro seguito vennero battezzati e nonostante la conversione Olaf promise di rispettare la Libertà religiosa tanto che la Svezia non divenne una nazione ufficialmente cristiana fino a che non ebbe termine la guerra fra il cristiano Ingold I di Svezia e il suo pagano fratellastro Blot-Sven di Svezia che si concluse con la sconfitta di quest'ultimo. Il poeta islandese Snorri Sturluson scrisse che Estrid fu tutt'altro che cortese con i figli che Olaf ebbe da Edla tanto che questi vennero mandati a vivere presso dei parenti lontano dalla corte. 
Di lei si sa poco altro se non che morì nel 1035 e che, sempre secondo Sturluson, era amante del lusso e assai poco incline a trattare i servi con gentilezza.

## Discendenza
Dal suo matrimonio con Olaf nacquero:
- Ingegerd Olofsdotter
- Anund Jacob di Svezia